# Калецкий, Александр Семёнович
Александр Семёнович Калецкий (Халецкий) (англ. Alexander Kaletski; род. 21 апреля 1946 года, Мончегорск) — американский писатель и художник.

## Биография
Родился 21 апреля 1946 года в Мончегорске.
Окончил тульскую среднюю школу № 20. В школьном оркестре играл на маракасах (на гитаре он научился играть позже), в этом же оркестре играл на барабанах ещё один выпускник этой же школы Александр Симоновский. Поступил в Тульский политехнический институт, где проучился 1 год. Со второй попытки стал учиться в Щукинском училище (с 1965 по 1969 годы) у Веры Львовой, был однокурсником Леонида Филатова, Ивана Дыховичного, Нины Руслановой, Александра Кайдановского. В 1970-х годах работал в Центральном детском театре.
Одновременно писал и исполнял песни в московском андеграунде. В 1975 году с женой Еленой Брацлавской, актрисой (и однокурсницей по Щукинскому училищу), гастролировал по Америке с московскими песнями. Опасаясь политического преследования и угрозы ареста КГБ, по израильской визе эмигрировал из СССР, через Вену и Рим перебрался в Нью-Йорк, где первоначально жил в отеле. Дуэт Sasha & Lena появлялся на американском телевизионном шоу Мерва Гриффина.
Затем Александр Калецкий стал известен как художник и писатель. Написал полу-автобиографический роман «Метро» (Metro: A Novel of the Russian Underground, 1985), который стал бестселлером. Позднее написал романы «Темнота света», «Воровка любви» и издал поэтический сборник «Падший ангел». В разные годы Александр снялся в фильмах и сериалах.
Проживает в Нью-Йорке. Бывает в России и в Беларуси, в Минске, куда уехали его родственники после отъезда Калецкого из СССР.

### Художественное творчество
Александра Калецкого всегда влекло к живописи. В детстве он стал победителем нескольких конкурсов изобразительного искусства. Во взрослом возрасте тяготел к абстрактным, сюрреалистическим картинам, отказываясь писать в стиле социалистического реализма. Работал в московском метро и продавал свои акварельные работы на чёрном рынке.
Эмигрировав, Калецкий выставил свои акварели в некоторых университетах США, его произведения произвели впечатление и понравились публике. В течение его первых лет жизни в Америке, когда он был стеснён в средствах, он использовал в качестве материала для картин картонные упаковки и коробки. Получившиеся произведения стали известны. Они выставлялись в галереях Нью-Йорка, Чикаго, Балтимора. Музей современного искусства Aldrich в США организовал вернисаж картонных коллажей Калецкого. По настоящее время Калецкий пишет свои произведения и выставляется в США и за рубежом (Австрия, Англия, Нидерланды, Швейцария, Россия, Япония), представляя зрителям разнообразие стилей, техник и концепций.

### Фильмография
- 1970 — Город первой любви
- 1970 — Пара медяков
- 1970 — Семья как семья или Коробовы встречают Новый год — Красовский, ведущий показа модной одежды
- 1971 — Где вы, рыцари?
- 1972 — Золотая сорока
- 1973 — Обратный адрес
- 1973 — Пушкинские сказки
- 1974 — Чудо с косичками
- 2001 — Шпионские игры